# Italo-egiziani

La cantante italo-egiziana Dalida nel 1970

Un italo-egiziano è un italiano nato in Egitto ma che ha sempre mantenuto la nazionalità italiana.

## Caratteristiche
Durante il Medioevo, comunità italiane provenienti dalle Repubbliche Marinare, principalmente Pisa, Genova e Amalfi, erano presenti in Egitto come mercanti. A partire dall'epoca rinascimentale la Repubblica di Venezia iniziò a penetrare nel territorio egiziano per sviluppare i propri commerci: esisteva persino un quartiere veneziano al Cairo.
A seguito della campagna egiziana di Napoleone, la comunità italiana ad Alessandria e in tutto l'Egitto iniziò a crescere in modo esponenziale: le dimensioni della comunità raggiunsero circa 60.000 persone alla vigilia della seconda guerra mondiale, formando la seconda più grande comunità di immigrati in Egitto dietro i greci.
Di conseguenza all'ingresso in guerra dell'Italia nel giugno 1940, le autorità britanniche internarono nei campi di concentramento quasi 8.000 italo-egiziani simpatizzanti per il fascismo italiano, al fine di prevenire sabotaggi quando l'esercito italiano attaccò l'Egitto occidentale nell'estate del 1940.
Come molte altre comunità straniere in Egitto, la migrazione verso l'Italia e l'Occidente ridusse notevolmente le dimensioni della comunità a causa degli internamenti durante la guerra e dell'ascesa del nazionalismo nasseriano contro gli occidentali. Nel secondo dopoguerra, molti membri della comunità italiana , specie quelli più compromessi con il fascismo furono costretti ad andarsene, dando inizio a un processo di rapida riduzione e scomparsa degli italo-egiziani.
La comunità italiana raggiunse il suo apice poco prima della Seconda guerra mondiale, con oltre 55.000 membri che ne facevano il terzo gruppo etnico egiziano. Sino al 1940 gli Italiani beneficiavano ancora dei privilegi delle “capitolazioni”, cioè di particolari forme di immunità giurisdizionale e personale, accordate agli stranieri ai tempi dell'Impero ottomano e che si estendevano fino alla inviolabilità del domicilio privato e al diritto di libero stabilimento. In base alla Convenzione di Montreux dell'8 maggio 1937, il regime capitolare si sarebbe definitivamente estinto dopo un periodo transitorio di dodici anni.
Il numero di italiani in Egitto diminuì drasticamente dopo la guerra e l'avvento di Nasser al potere, in maniera simile alle altre comunità allofone (e come avvenne nel Maghreb con gli Italo-tunisini).
La maggior parte degli italiani fece ritorno in patria fra il 1950 e il 1960. Nonostante l'esodo massiccio, una comunità italiana vive tuttora nelle città di Alessandria d'Egitto e del Cairo. Nel 2007 gli italiani in Egitto erano quasi 4.000, per lo più tecnici e manager che lavoravano (per qualche anno) nelle 500 aziende italiane che hanno contratti con il governo egiziano: sono rimaste poche centinaia di pensionati italiani egiziani "veri", soprattutto ad Alessandria e al Cairo. La principale organizzazione degli italiani è l'ANPIE.

## Relazioni fra i due Stati
Il ruolo dell'Italia nelle relazioni economiche egiziane è stato sempre collegato al numero di italiani residenti nel paese.
Le prime missioni a scopo educativo che Mehmet Ali organizzò furono dirette in Italia, per imparare l'arte della pittura. Mohammed Ali richiamò inoltre numerosi italiani da mettere al servizio del nascente stato egiziano: la ricerca del petrolio , la conquista del Sudan, l'ideazione e la costruzione della città di Khartum e la mappatura del delta del Nilo.
La corte reale di Ismāʿīl Pascià era formata prevalentemente da italiani. Lo stesso Ismāʿīl si avvalse di architetti italiani per progettare e costruire la maggior parte dei suoi palazzi, oltre che molti quartieri periferici del Cairo e l'Opera chediviale, che fu inaugurata dall'Aida di Giuseppe Verdi. Quando fu deposto, nel 1879, venne in esilio in Italia, risiedendo nella ex residenza borbonica di villa Favorita a Resina, l'attuale Ercolano, messa a disposizione dal governo italiano, dove visse fino al 1885 quando lasciò l'Italia per trasferirsi definitivamente a Istanbul.
L'Italia, inoltre, fu la destinazione scelta per l'esilio dell'ultimo re d'Egitto, Faruk e l'Egitto fu la destinazione scelta per l'esilio del penultimo re d'Italia, Vittorio Emanuele III.

## L'invasione italiana e lo stato di guerra con l'Egitto

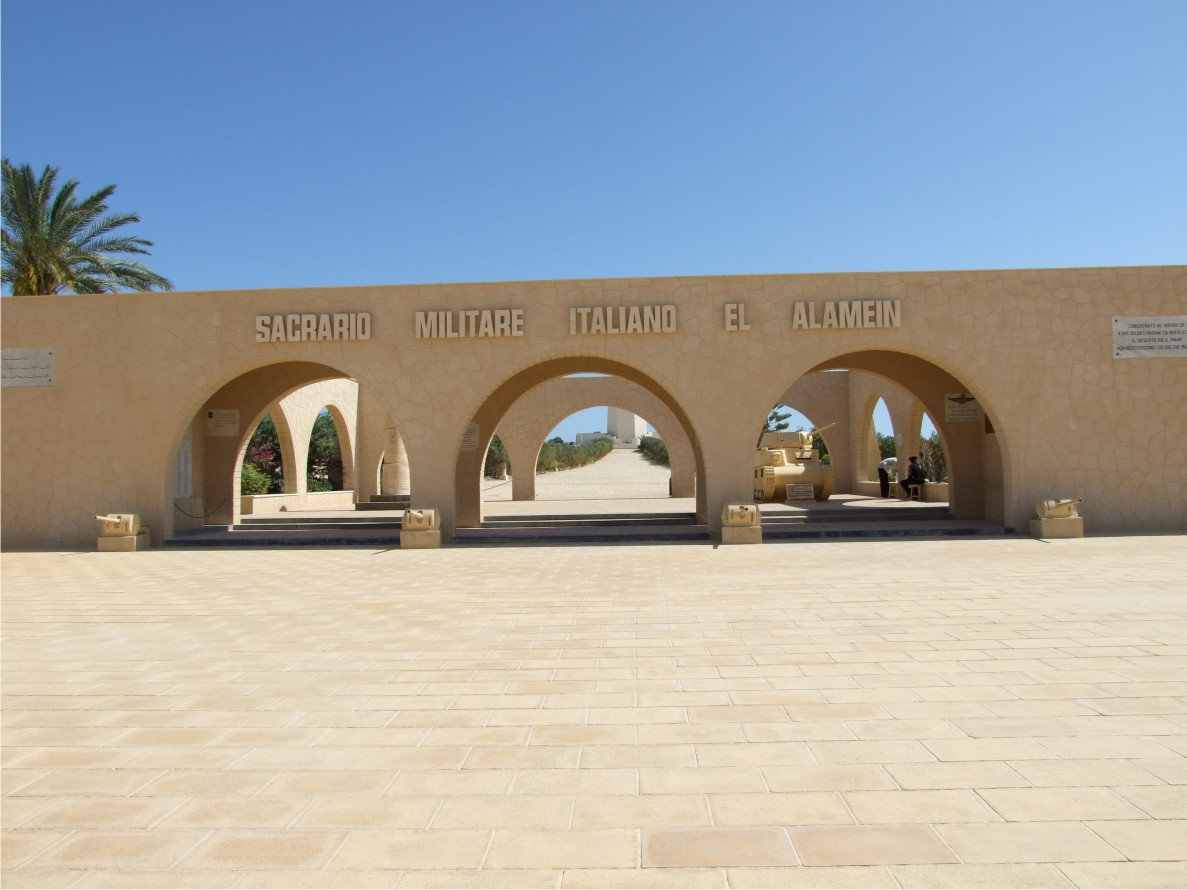
El Alamein: Ingresso del Sacrario Militare Italiano

L'unico periodo storico in cui vi fu una crisi tra gli italiani e l'Egitto fu durante gli ultimi anni del fascismo. Infatti con la dichiarazione di guerra da parte dell'Italia alla Gran Bretagna - che controllava militarmente il paese in base al Trattato anglo-egiziano del 26 agosto 1936 - l'Egitto interruppe i rapporti diplomatici con l'Italia. Analogamente procedette il governo italiano, pur proclamando solennemente pieno rispetto per la sovranità e l'integrità dell'Egitto.
Contemporaneamente, il governo egiziano predispose un piano a difesa degli interessi britannici contro gli Italiani residenti in Egitto, comprendente l'internamento degli uomini dai 15 ai 65 anni e delle donne ritenute “pericolose”, il licenziamento dai posti di lavoro, il divieto per gli italiani di esercitare attività economica e di effettuare transazioni commerciali, il sequestro dei beni mobili e immobili. Gli internati civili italiani furono complessivamente circa ottomila; quattro caddero colpiti dalle guardie armate; altri tredici rimasero feriti e 38 perirono per cause varie.
Il 13 settembre 1940, nonostante la solenne dichiarazione di amicizia di alcuni mesi prima, l'esercito italiano entrò in territorio egiziano dalla colonia di Libia, forte di quasi 220.000 uomini e comandato dal Maresciallo Rodolfo Graziani, con lo scopo di impadronirsi del Canale di Suez e garantirsi un collegamento più breve con l'Africa Orientale Italiana. Il territorio egiziano, ai sensi del Trattato anglo-egiziano del 1936, era difeso da poco più di 40.000 soldati inglesi, appositamente equipaggiati per la guerra nel deserto, mentre l'esercito egiziano non fu mai impiegato nelle operazioni, in quanto il governo locale non dichiarò ufficialmente guerra al Regno d'Italia.
Dopo l'iniziale occupazione italiana di Sidi el Barrani, il 9 dicembre 1940 gli inglesi avviarono una controffensiva e Mussolini fu costretto ad accettare rinforzi dall'alleato tedesco. Nel 1942, fu nominato comandante generale delle forze alleate in Nordafrica il generale Bernard Montgomery, il quale, dopo aver sconfitto le forze italo - tedesche ad Alam Halfa e nella seconda battaglia di El Alamein, respinse le forze dell'Asse fino a liberare i territori egiziani temporaneamente occupate dall'esercito italo-tedesco.
Il 10 settembre 1946, a Parigi, a margine dei negoziati per i trattati di pace della Seconda guerra mondiale, fu sottoscritto l'accordo tra il governo italiano e quello egiziano, per la conclusione delle ostilità tra i due paesi. Con tale accordo, l'Italia corrispondeva al Regno d'Egitto, a titolo di riparazione dell'attacco subito, la somma di 4 milioni e mezzo di sterline; l'Egitto acconsentiva alla restituzione dei beni sequestrati ai cittadini italiani.

## La comunità italiana in Egitto

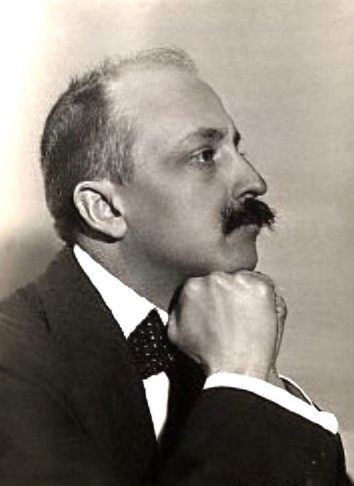
Filippo Tommaso Marinetti, italiano d'Egitto, nato ad Alessandria e fondatore del Futurismo

Come si è detto, appena prima della seconda guerra mondiale la comunità italiana era la seconda comunità straniera del paese per grandezza, appena dopo la comunità greca. Lo stesso Giuseppe Ungaretti nacque in Egitto.
Sul giornale egiziano Al-Ahram, il 19 febbraio del 1933, fu pubblicato in prima pagina un articolo interamente dedicato agli italiani d'Egitto, scritto dallo storico Angelo Sammarco, che disse: "La gente di Venezia, Trieste, Genova, Pisa, Livorno, Napoli, i siciliani ed i dalmati continuano a vivere in Egitto nonostante le loro città natali siano in decadenza ed abbiano perso il loro status di centri marittimi". Sammarco, inoltre, poneva l'accento sul monopolio italiano delle esportazioni.

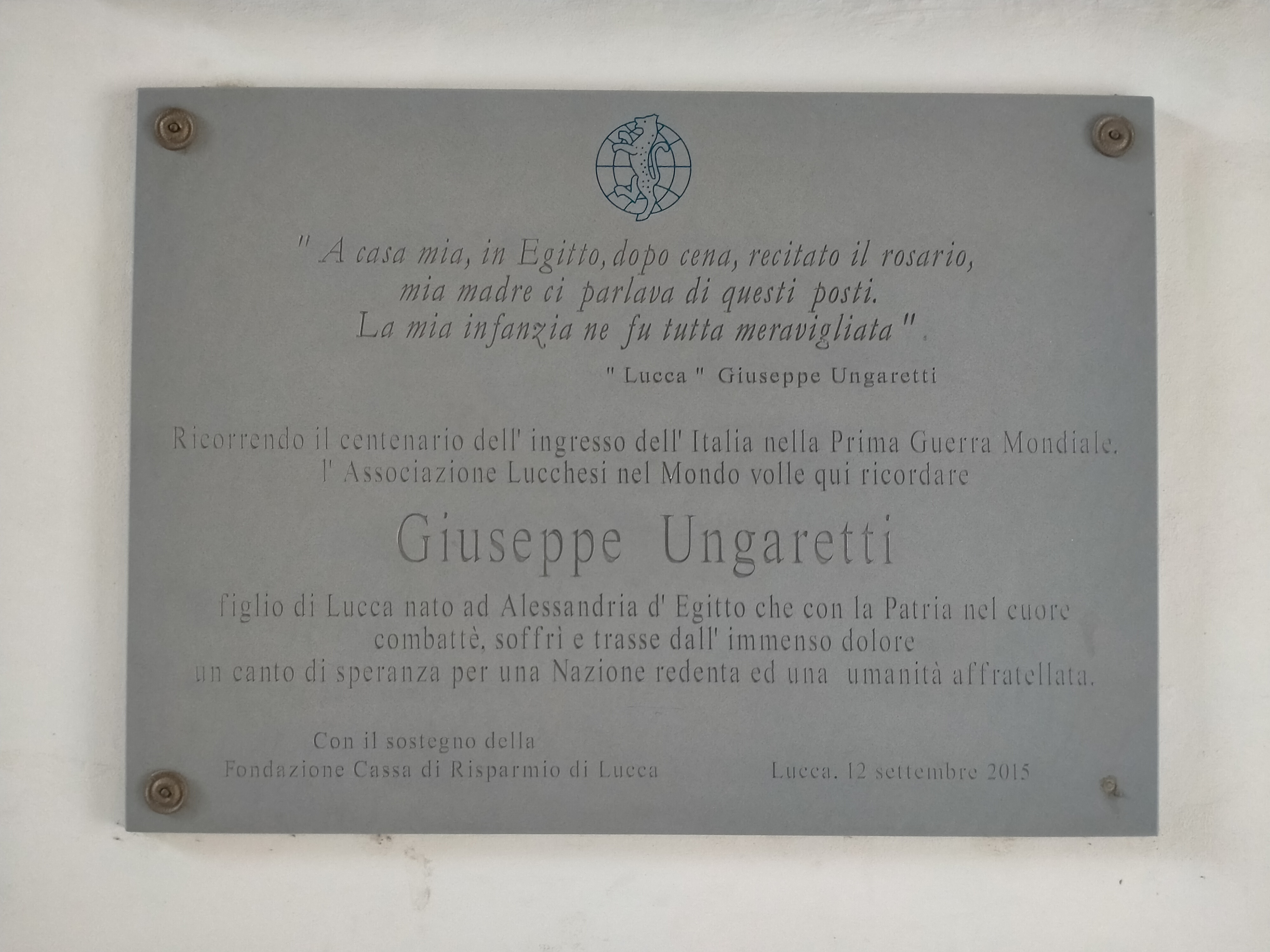
Targa commemorativa di Giuseppe Ungaretti, celebre italiano d'Egitto di origine lucchese, presso il Palazzo Ducale di Lucca

Le due maggiori comunità italiane erano quelle del Cairo (18.575 abitanti nel 1928) e di Alessandria d'Egitto (24.280 italo-egiziani nello stesso anno).
Pur tendendo a concentrarsi in quartieri propri (come il quartiere veneziano del Cairo) od assieme ad altre comunità allofone, gli italiani d'Egitto hanno sempre mantenuto gli usi e i costumi d'Italia. Per gli italiani furono costruite otto scuole pubbliche e 6 o 7 scuole parrocchiali, supervisionate da un ufficiale inviato dal console italiano, per un totale di 1.500 studenti circa. Nella capitale egiziana era anche pubblicato un quotidiano in lingua italiana, L'Imparziale
Gli italiani residenti in Egitto erano principalmente mercanti ed artigiani, ai quali si andò ad aggiungere col tempo un numero crescente di lavoratori dovuto all'arretratezza economica italiana, che rendeva impossibile la competizione dell'Italia con gli investimenti provenienti da altre nazioni, come la Francia.
Ad Alessandria d'Egitto, dove la comunità italiana era maggiore, sorsero, soprattutto durante il ventennio fascista, numerose associazioni filantropiche (addirittura 22), come l'Opera Nazionale, la Società degli Invalidi e veterani di Guerra, la Federazione dei Lavoratori Italiani, l'Ospedale Italiano Mussolini, il Club Italiano e l'Associazione Dante Alighieri.
Furono fondati inoltre numerosi giornali in lingua italiana, fra cui Lo Spettatore Egiziano ed Il Messaggero Egiziano.
Altre comunità italiane erano presenti a Porto Said, Suez, Ismailia, Tanta, Mansura e Zagazig.
La testimonianza della lunga permanenza e dell'integrazione di comunità italiane in Egitto resta a tutt'oggi nelle centinaia di termini italiani presenti nella parlata colloquiale egiziana (specialmente nelle grandi città costiere).
Sammarco spiega ciò come "un risultato dello spirito di tolleranza delle nostre genti, della loro mancanza di un forte sentimento nazionalista o religioso che le spingesse all'isolamento, alla loro avversione a sentirsi superiori".
Dopo il 1952 gli italiani si sono andati riducendo dai circa 60.000 di prima della seconda guerra mondiale ad appena 3.374 (1.980 famiglie) nel 2007.